# Pont (írásjel)
A pont (.) mondatvégi írásjel, a kijelentő mondat végét jelzi a magyar (és számos más) nyelvben. Angol nyelvterületen tizedespontként is használatos, szemben a főleg Európában elterjedt tizedesvesszővel. A magyarban a rövidítések és a sorszámok végén is pont használatos, továbbá időpont megadásakor az óra és a perc közé pontot (vagy kettőspontot) teszünk (AkH.12 300.).
A magyar helyesírás szabályai szerint a mondat végi pont (és egyéb írásjelek) után egy szóköznyi helyet kell hagyni. Angol nyelvterületen elterjedt az írógépek korából fennmaradt francia központozás (French spacing), mely szerint két szóköz választja el az egyes mondatokat.

## Használata a számítástechnikában
A számítástechnikában a pont gyakran használt határolójel, például URL-eknél és fájlneveknél.
Unicode- és ASCII-karakterkódja egyaránt 46 (0x2E).